# Frank Zweerts
Guillaum François ("Frank") Zweerts (Hilversum, 29 juni 1943) is een voormalig Nederlands hockeyer.
Zweerts kwam in de jaren 60 52 keer uit voor de Nederlandse hockeyploeg. Hij maakte deel uit van de selectie die deelnam aan de Olympische Spelen van 1964. Nederland behaalde daar een 7de plaats op het hockeytoernooi. In clubverband speelde Zweerts voor de Stichtse Cricket en Hockey Club als voorhoedespeler.
Frank is de broer van hockey-international Jeroen Zweerts.
Joost Boks · 
Charles Coster van Voorhout · 
John Elffers · 
Frans Fiolet · 
Jan Piet Fokker · 
Jan van Gooswilligen · 
Francis van 't Hooft · 
Arie de Keyzer · 
Leendert Krol · 
Jaap Leemhuis · 
Chris Mijnarends · 
Erik van Rossem · 
Nico Spits · 
Theo Terlingen · 
Jan Veentjer · 
Jaap Voigt · 
Theo van Vroonhoven · 
Frank Zweerts ·
Coach: Piet Bromberg